# Léthuin
Léthuin – miejscowość i gmina we Francji, w Regionie Centralnym, w departamencie Eure-et-Loir.
Według danych na rok 1990 gminę zamieszkiwało 146 osób, a gęstość zaludnienia wynosiła 20 osób/km² (wśród 1842 gmin Centre, Léthuin plasuje się na 991. miejscu pod względem liczby ludności, natomiast pod względem powierzchni na miejscu 1272.).